# Diedrich-Wilkens-Straße
Die Diedrich-Wilkens-Straße ist eine zentrale Erschließungsstraße in Bremen, Stadtteil Hemelingen, Ortsteil Hemelingen. Sie führt überwiegend in West-Ost-Richtung von der Hemelinger Bahnhofstraße bis zur Robertstraße.
Die Querstraßen und Anschlussstraßen wurden benannt u. a. als Hemelinger Bahnhofstraße, die zum Bahnhof führt, Glockenstraße nach der Hemelinger Glockengießerei Otto von 1874, Gießerweg nach der Eisengießerei Gebr. Klencke, Kirchnerstraße nach dem Direktor der früheren Aluminium- und Magnesiumfabrik Wilhelm Kirchner (1887–1929), Passenstraße nach dem Grundbesitzer Heinrich Passen, Bertramstraße nach dem Baurat Bertram, Girardonistraße nach dem Direktor (1895 bis 1930) der Jute-Spinnerei und Weberei Bremen Bruno Girardoni (1864–1934), Robertstraße 1856 nach der damals viel gespielten Posse Robert und Bertram von Gustav Raeder (1811–1868); ansonsten siehe beim Link zu den Straßen.

## Geschichte

### Name
Die Diedrich-Wilkens-Straße wurde nach dem Unternehmer Diedrich Wilkens (1811–1876) benannt. Er war Inhaber und Leiter der Hemelinger Silberwarenfabrik Wilkens & Söhne von 1810. Die alte Villa der Familie Wilkens ist jetzt das Bürgerhaus Hemelingen an der Godehardstraße.

### Entwicklung
Mitte des 19. Jahrhunderts begann mit dem Anschluss an verschiedene Bahnstrecken in Hemelingen eine Industrialisierung. Die Einwohnerzahl nahm von 1855 bis 1905 stark zu von 2275 auf 7214 Einwohner.
1859 verlegten die drei Brüder Wilkens die Besteckfabrikation von Bremen zum damals hannoverschen Hemelingen, um innerhalb der Grenzen des Deutschen Zollvereins günstiger zu produzieren. Die noch bestehende Firma Wilkens & Söhne wuchs ständig. 1874 wurde die Hemelinger Glockengießerei Otto von Franz Otto aus Duderstadt zusammen mit seinem Bruder Karl gegründet. Die Hemelinger Aluminium- und Magnesiumfabrik war in dieser Zeit ein weiterer Betrieb in dieser Gegend. Nordmende produzierte nach 1945 in den ehemaligen Hallen der Focke-Wulf-Flugzeugwerke an der Straße. 1977 wurde der Betrieb verkauft und bis Ende der 1980er Jahre geschlossen.
Die Kleinwerkstätten Diedrich-Wilkens-Straße 49–53 der Werkstatt Bremen – Martinshof - Fahrrad-Shop haben hier seit 1987 ihren Standort.

### Verkehr
Nach dem Bau des Hemelinger Tunnels bis 2003 sank das Verkehrsaufkommen in dem umliegenden Viertel, so auch in der Diedrich-Wilkens-Straße.
Im Nahverkehr in Bremen tangieren die Buslinien 40/41 (Bf Mahndorf ↔ Weserwehr) und 42 (Marschstraße ↔ Weserwehr) die Straße.

## Gebäude und Anlagen
An der Straße stehen überwiegend ein- und zweigeschossige Gebäude.
Erwähnenswerte Gebäude und Anlagen
- Ecke Hemelinger Bahnhofstraße 29: 2-gesch. ehemalige Wilkens-Villa und Park mit Brunnen
- Nr. 1: 2-gesch. Wohnhaus mit Krüppelwalm
- Nr. 5: 1-gesch. verputztes Gebäude vom 19. Jh. mit dekorativem Giebelgesims und Gliederungselementen aus Klinkersteinen
- Nr. 8: 2-gesch. Wohnhaus von um 1900
- Nr. 18: 3-gesch. neueres Gebäude Stiftungsdorf Hemelingen für Senioren der Bremer Heimstiftung mit Café sowie mit Bibliothekspunkt der Stadtbibliothek Bremen und Kinderhaus Freunde vom DRK
- Nr. 28: 2-gesch. giebelständiges Wohnhaus von um 1900 mit betonter Giebelspitze und Erker
- Zwischen um Nr. 31  bis 49: Grünfläche und Brache im Bereich Hemelinger Tunnel, zuvor waren dort Industriebetriebe wie Nordmende und Focke-Wulf.
- Nr. 49–53: 1- und 2-gesch. Gebäudegruppe mit u. a. der Werkstatt Bremen – Martinshof, dem Martinshof-Fahrrad-Shop von 1987, dem  Stadtteilmarketing Hemelingen[3]
- Nr. 54/58: 2-gesch. Wohnhaus von um 1890 mit mittigem Giebelrisalit und prägendem neoklassischen Fassadenschmuck
- Nr. 78 bis 86: 2-gesch. Wohnhäuser von um 1900
- Nr. 90 bis 98: 2-gesch. verklinkerte Wohnhausanlage mit ungestalteter Eckausbildung
- Nr. 100: 2. gesch. Wohn- und Geschäftshaus von um 1900 mit Walmdach
- Hinweis: An der parallelen Godehardstraße befinden sich

in Nr. 19 seit 2008 das Ortsamt, in Nr. 4 seit 1984 das Bürgerhaus Hemelingen und in Nr. 25 die katholische St.-Godehard-Gemeinde.
Kunstobjekte
- Wilkensbrunnen von 2004 im Wilkens Park